# Quinta do Leão

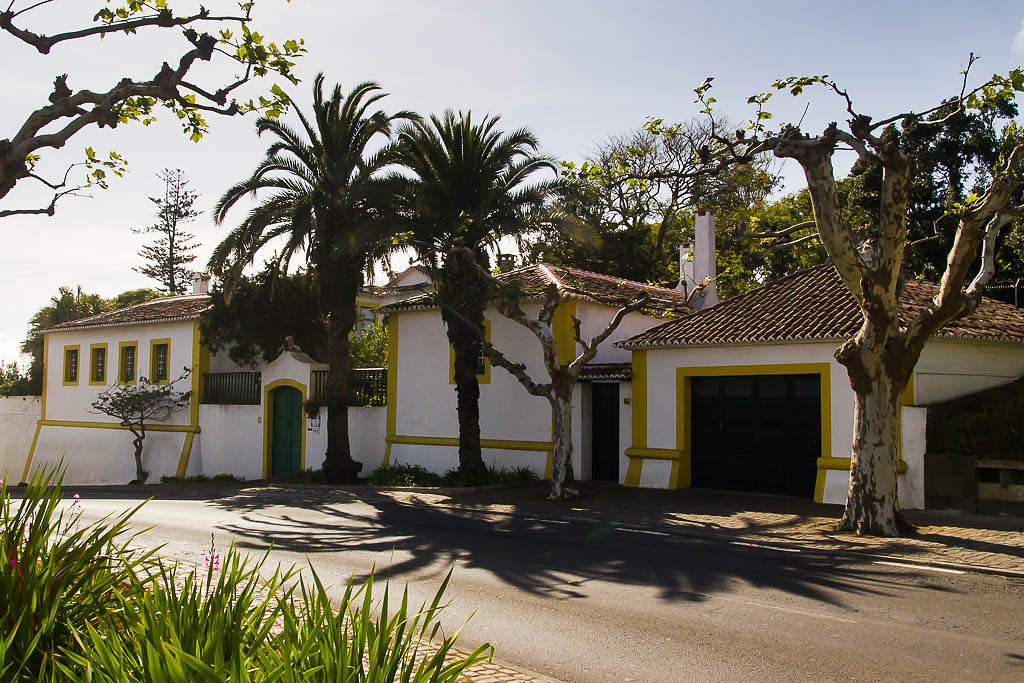
Quinta do Leão, fachada Sul.

A Quinta do Leão é quinta portuguesa localizada na ilha açoriana da Terceira, concelho de Angra do Heroísmo, freguesia de São Pedro.
Esta quinta é composta por uma propriedade agrícola e por um solar de apreciáveis dimensões que foi ao longo dos séculos residência da família Lima, encontra-se próximo à Quinta da Estrela, do Solar dos Parreiras, da Quinta dos Castro e da Zona Balnear da Poça dos Frades.
A propriedade agrícola anexa a este solar apresenta-se com apreciáveis dimensões e tem um jardim curioso onde se destacam plantas de cariz exótico.
Destaca-se neste edifício a sala principal dotada por um extraordinário tecto em caixotão e o seu aspecto senhorial e pela sua fachada de excelente cantaria pintada.
Galeria de imagens